# Moseka
Moseka es una película del año 1971.

## Sinopsis
Moseka, una joven del Zaire, va a estudiar a Europa. Con sus trenzas y su ropa tradicional, es el hazmerreír de las que se esfuerzan en parecerse a las europeas, llevan peluca y ropa occidental. La película habla de la despersonalización de los jóvenes africanos cuando entran en contacto con la cultura europea. En este sentido, la película tiene cabida en la “política de autenticidad” de Mobutu.